# Три года диавола возил
«Три года диавола возил» — легенда удмуртов в литературной обработке И. С. Михеева, записанная в 1901 году.
Печать рассказа-легенды была запрещена цензурой из-за сатирического изображения попа-стяжателя. Издана отдельной книгой в 1907 году.

## Сюжет
Старый удмурт Эшкей, умирая, просит своего старшего сына Байкея помочь его многогрешной душе избавиться от страданий, с болью в душе рассказывая о грехах, главным из которых считает предательство своих односельчан-удмуртов — приверженцев языческой веры:

В особенности тяжело вспоминать о том, как я выдавал своих собратьев попу. Бывало, придёшь к нему и скажешь: «Батько, а ведь мой сосед кобылу режет!» — «Ой ли?» скажет поп, потирая руки от удовольствия: сейчас еду, напугаю и десять рубликов с него сдеру, а трёшку тебе за извещение. И поп едет к вотяку, застаёт его врасплох, до смерти напугает, грозя судом и тюрьмой, и возьмёт с него столько, сколько тот в состоянии дать. Приезжает поп весёлый и довольный, жене оказывает наполненную мошну и даёт мне обещанную трёшку… 
О, будь проклят тот час, в который явились у меня продажные мысли, будь проклят и ты, попишко, пользовавшийся моими предательскими услугами.
Для искупления греха отца сын должен построить дом на перекрёстке трёх дорог и три года всех путников кормить и селить бесплатно. Сын исполнил желание отца.
И появился первый проезжающий — купец «с чёрными, как у цыгана, лицом; с чёрными сверкающимися глазами; с чёрными же, как смоль, волосами», на трёх вороных конях, коренной из которых «был особенно красив, тучен и высок. Конь этот всё время смотрел на Байкея. В глазах его выражалась тяжёлая грусть и желание что-то сказать»…

## О рассказе
Автор рассказа-легенды И. С. Михеев был членом Общества археологии, истории и этнографии при Казанском университете, сюжет рассказа — легенда записанная в ходе экспедиции в апреле 1901 года на берег Волги в местность «Пустая Морквашка», но, как отмечал журнал «Исторический вестник» за 1902 год: «К сожалению г. Михеев изложил эту легенду свободно».
Сразу рассказ напечатан не был — на рукописи рассказа имеется резолюция главного цензора переводческой комиссии протоиерея Евфимия Малова от 1 июля 1904 года: «Напечатать по исправлению», которое заключалось в том, что была вычеркнута вся часть о попе-стяжателе.
В 1907 году рассказ был издан отдельной книгой в Казани, что по мнению исследователей стало возможным из-за ослабления цензуры на волне Революции 1905 года.
Рукопись рассказа хранится в Казанском университете.

## Критика
Литературовед В. М. Ванюшев обращал внимание, что рассказ — первый, где главным героем изображён удмурт, до него, на первом этапе развития удмуртской литературы, первые рассказы создавались на русском языке, и хотя и на удмуртском материале, с описанием национального колорита, но писались для русского читателя и изображались там русские герои:

В рассказе И. Михеева «Три года диавола возил» героями являются уже удмурты. Подзаголовком этого рассказа («Легенда казанских вотяков») автор подчеркивает, что опирается на фольклор удмуртского народа. Здесь богато используются удмуртские побывальщины. Повествователем и одним из основных героев является удмурт, в рассказе изображаются быт и нравы удмуртского народа, обличается угнетение удмуртов царским чиновничеством и церковными деятелями.
Отмечается, что литературная обработка легенды сохранила традиционный сказочный характер:

Легенда очень близка к мифологической сказке. В ней очень часто возникает сакраментальное число три: «Три года хворал Эшкей», «дом на перекрёстке трёх дорог», предоставлять жильё и пищу три года, «купец приехал на трёх вороных конях», отец призвал к себе сына, за три дня до смерти, за трёшны продавал своих собратьев.— Т. Г. Волкова, кандидат филологических наук

Мифический дьявол в образе купца показан в рассказе-легенде И. С. Михеева «Три года диавола возил!». По-видимому, в образах угнетателей народ видел что-то бесовское, нелюдское, и потому они стали как бы сродни таинственным, злым силам природы. Однако в народных сказаниях позднего времени злые божества оглупляются и подвергаются осмеянию. — А. Н. Уваров
Критическое изображение духовенства было характерно для удмуртского фольклора и для русской литературы критического реализма, при этом автор негативно показал и двоеверие удмуртов.

В рассказе «Три года диавола возил», написанном на русском языке, гораздо сильнее сказывается творческое взаимодействие двух культур. Рассказ не случайно носит подзаголовок «Легенда казанских вотяков». Героями его являются удмурты. В нем использованы удмуртские народные былички, но волею обработчика они сориентированы на осуждение языческой веры, отсталости и невежества народа. Главный герой рассказа Эшкей «спасает» свою грешную душу, завещая нажитое нечестным путём состояние на постройку православного храма и на благотворительные дела. Однако и служители православной церкви в рассказе нарисованы сочными сатирическими красками.— литературовед В. М. Ванюшев
По замечанию литературоведа А. Н. Уварова изображение в сатирическом свете попов типично для произведений Михеева (в частности, в первом произведении, вышедшем на удмуртском языке отдельным изданием, — пьесе Михеева «Не кради»), и в чём, по мнению литературоведа, заметно влияние идей Льва Толстого на писателя:

В этой роли поп и вошёл в дореволюционную удмуртскую литературу. Ненависть к стяжательству попов-чиновников в рясах, жандармов во Христе (как назвал их В. И. Ленин) удмуртский просветитель И. С. Михеев выразил в «Три года диавола возил!». Влияние великого Толстого на просвещённых удмуртов было исключительное. 